# Пайн-Касл (Флорида)
Пайн-Касл (англ. Pine Castle) — переписна місцевість (CDP) в США, в окрузі Орандж штату Флорида. Населення — 11 122 особи (2020).

## Географія
Пайн-Касл розташований за координатами 28°27′50″ пн. ш. 81°22′28″ зх. д. / 28.46389° пн. ш. 81.37444° зх. д. (28.463787, -81.374556).  За даними Бюро перепису населення США в 2010 році переписна місцевість мала площу 7,16 км², з яких 6,45 км² — суходіл та 0,70 км² — водойми.

## Демографія
Згідно з переписом 2010 року, у переписній місцевості мешкало 10 805 осіб у 3619 домогосподарствах у складі 2564 родин. Густота населення становила 1510 осіб/км².  Було 4019 помешкань (562/км²).
Расовий склад населення:
| - 61,8 % — білих - 16,9 % — чорних або афроамериканців - 4,8 % — азіатів - 0,8 % — корінних американців - 0,2 % — вихідців з тихоокеанських островів - 11,6 % — осіб інших рас |

До двох чи більше рас належало 3,9 %. Частка іспаномовних становила 48,6 % від усіх жителів.
За віковим діапазоном населення розподілялося таким чином: 27,9 % — особи молодші 18 років, 63,6 % — особи у віці 18—64 років, 8,5 % — особи у віці 65 років та старші. Медіана віку мешканця становила 32,1 року. На 100 осіб жіночої статі у переписній місцевості припадало 101,3 чоловіків;  на 100 жінок у віці від 18 років та старших — 99,7 чоловіків також старших 18 років.
Середній дохід на одне домашнє господарство  становив 46 318 доларів США (медіана — 32 729), а середній дохід на одну сім'ю — 48 599 доларів (медіана — 36 283). Медіана доходів становила 27 724 долари для чоловіків та 28 139 доларів для жінок. За межею бідності перебувало 29,7 % осіб, у тому числі 45,0 % дітей у віці до 18 років та 19,9 % осіб у віці 65 років та старших.
Цивільне працевлаштоване населення становило 5185 осіб. Основні галузі зайнятості: мистецтво, розваги та відпочинок — 22,1 %, роздрібна торгівля — 15,9 %, науковці, спеціалісти, менеджери — 11,6 %, будівництво — 10,8 %.